# كيتوكونازول
الكيتوكونازول (تلفظ ‎[ˌki:tɵˈkoʊnəzɒl]‏) هو عقار يتم إنتاجه صناعيًا وهو عقار مضاد للفطريات يتم استخدامه في منع وعلاج أنواع العدوى الجلدية والفطرية؛ خاصةً في حالة المرضى الذين يعانون من ضعف المناعة - كما هو الحال مع مرضى الإيدز. ويتم تداول هذا العقار تجاريًا في صورة شامبو لعلاج قشرة الرأس وكريم موضعي وقرص فموي تحت العلامة التجارية نيزورال من إنتاج شركة جونسون آند جونسون في الولايات المتحدة الأمريكية، وكذلك تحت اسم Sebizole  من إنتاج شركة دوجلاس للأدوية (Douglas Pharmaceuticals) في كل من أستراليا ونيوزيلندا.
والكيتوكونازول عقار أليف الشحم، لذا يؤدي استخدامه إلى تراكم الأنسجة الدهنية. أما مركبات التريازول الأخرى التي تتميز بدرجة سمية أقل ودرجة فاعلية أكبر - مثل فلوكونازول وايتراكونازول - فيتم استخدامها بصورة أكبر كبديل للكيتوكونازول للاستخدام الداخلي. ويتم امتصاص عقار الكيتوكونازول كأفضل ما يكون في الأوساط شديدة الحمضية. لذا، تعمل مضادات الحموضة أو المسببات الأخرى لانخفاض مستوى أحماض المعدة على تقليل درجة امتصاص العقار عند تناوله عن طريق الفم. ويمكن العمل على زيادة امتصاص العقار عن طريق تناوله مصحوبًا بمشروب حمضي، مثل: الكوكاكولا.

## تاريخ العقار
تم اكتشاف عقار الكيتوكونازول في عام 1976، أما طرحه للتداول العام فقد بدأ في عام 1981م. وقد جاء اكتشافه بعد عقار جريسيوفولفين ليكون واحدًا من أول العقاقير الفموية التي أصبحت متاحة للاستخدام لعلاج العدوى الفطرية.

## استخدامات العقار
عادةً ما يتم وصف عقار الكيتوكونازول كعلاج لبعض أنواع العدوى الموضعية، مثل: القدم الرياضي والقوباء الحلقية وداء المبيضات (العدوى الفطرية أو القلاع)، وحكة جوك (jock itch). ويمكن استخدام الشامبو المتاح للتداول دون وصفة طبية كغسول للجسم يتم وصفه لعلاج مرض التينيا الملونة.
ويتم استخدام عقار الكيتوكونازول لعلاج مرض الورم الفطري الحقيقي؛ وهي الصورة الفطرية من مرض الفطور الحقيقية.
وأحيانًا ما يتم استخدام الآثار الجانبية للعقار في علاج الأمراض غير الفطرية. ويؤدي استخدام هذا العقار في انخفاض هرمون التستوستيرون؛ الأمر الذي قد يجعله مفيدًا في علاج مرض سرطان البروستاتا وكذلك في منع الانتصاب الذي يعقب العمليات الجراحية  بعد إجراء عمليات جراجية في القضيب.
ويتم استخدام العقار - أيضًا - في الحد من التكوين غير الطبيعي لهرمون الجلوكوكورتيكويد الذي يتم استخدامه لعلاج متلازمة كوشنج. وقد تمت - أيضًا - دراسة الآثار الجانبية لعقار الكيتوكونازول لاستخدامها في الحد من الأعراض الاكتئابية  وإدمان المخدرات. وعلى الرغم من ذلك، لم يفلح العقار في القيام بهذين الدورين.
ويمكن أن يتم وصف عقار الكيتوكونازول في صورة أقراص 200 ملليجرام، وكريم 2%، وجل 2%، ورغوة 2%، وشامبو لعلاج قشر الرأس أو لعلاج المرض الذي يصيب البشرة والمعروف باسم التهاب الجلد الدهني. كذلك، يتم استخدامه دون وصفة طبية في صورة شامبو 1% ويحمل اسمه العلامة التجارية Perkhotal ونيزورال. ومع ذلك، يتم - أيضًا - بيع شامبو 2% دون وصفة طبية في العديد من دول العالم.
كذلك، يتم طرح عقار الكيتوكونازول في صورة موس موضعي ويحمل العلامة التجارية Ketomousse. وقد أثبتت الدراسات السريرية أن استخدام هذا المستحضر أكثر فاعلية للعلاج من الشامبو.[بحاجة لمصدر] ولا يتوافر هذا المستحضر حاليًا إلا في أوروبا.
وقد تم تصميم الشامبو المضاد لقشرة الرأس لاستخدام الأشخاص الذين يعانون من الإصابة الحادة بقشرة الرأس حيث تشمل أعراض هذه الإصابة عدم توقف فروة الرأس عن تكوين القشرة وكذلك الحكة الشديدة؛ وإن كانت الأعراض لا تقتصر عليهما.
ويتم تصنيف العقار ضمن فئة السلامة أثناء الحمل C، وذلك لأن التجارب على الحيوان التي تم إجراؤها لاختبار هذا العقار قد أثبتت أن الجرعات العالية من هذا العقار تسبب الإصابة بظاهرة التشوه الجنيني. وحتى وقت قريب، كان قد تم تسجيل حالتين - فقط - في التجارب التي تم إجراؤها على البشر (وكلاهما أثناء العلاج من متلازمة كوشنج) بينما لم يتم تسجيل آثار ضارة لاستخدام هذا العقار. وعلى الرغم من ذلك، لا يمكن الاعتماد على هذه البيانات بدرجة تسمح باستخلاص أي استنتاج نهائي له معنى عن العقار. وقد فشلت محاكمة تمت في فترة لاحقة في أوروبا في إثبات الخطورة التي تهدد الأطفال في مراحل النمو الأولى إثر تناول أمهاتهم لعقار الكيتوكونازول.
وأحيانًا ما يصف الطبيب البيطري هذا العقار لعلاج الحيوانات الأليفة، ويكون العلاج - عادةً - عبارة عن أقراص بدون مذاق؛ قد تحتاج إلى أن يتم تقسيمها إلى أجزاء أقل حجمًا للحصول على الجرعة الصحيحة من العقار.

## آلية عمل العقار
بوصفه عقارًا مضادًا للفطريات، يتشابه عقار كيتوكونازول في تركيبه مع المركب العضوي إميدازول كما يتدخل لإضعاف تكوين المركب الستيرولي إرجوستيرول - الذي يعتبر مكونًا أساسيًا في غشاء الخلية الفطرية - وكذلك أشكال معينة من الإنزيم. ويقوم عقار الكيتوكونازول - شأنه شأن مركبات الأزول المضادة للفطريات كلها - بأداء دوره العلاجي عن طريق تثبيط إنزيم 14-alpha-demethylase المعروف اختصارًا باسم (P45014DM) والذي ينتمي لمجموعة الإنزيمات cytochrome P450. ويساهم هذا الإنزيم في التحول الذي يطرأ في رحلة التكوين الحيوي لمركبات الستيرول حيث يتحول مركب لانوستيرول إلى مركب إرجوستيرول. ويتم استخدام جرعات أقل من فلوكونازول وايتراكونازول للتخلص من الفطريات - وذلك مقارنةً بعقار الكيتوكونازول؛ ذلك لأن هذه المركبات تجد طريقها خلال أغشية الخلية الفطرية بطريقة أسهل.
أما بوصفه مضادًا للأندروجين، فهناك - على الأقل - طريقتان معروفتان لعمل عقار الكيتوكونازول. في الطريقة الأولى - وهي الطريقة الأكثر شيوعًا - يتم تناول جرعات كبيرة من عقار الكيتوكونازول عن طريق الفم (400 ملليجرام بمعدل ثلاث جرعات في اليوم الواحد) لتثبيط التكوين الحيوي للأندروجين الخصوي والكظري؛ الأمر الذي يؤدي إلى الحد من مستويات هرمون التستوستيرون في الجسم. ويكون للعلاج بعقار الكيتوكونازول هذا الأثر لأنه يقوم بتثبيط مجموعة الإنزيمات المعروفة باسم cytochrome P450 وإنزيم 17,20-lyase الذي ينتمي لهذه المجموعة؛ وهي إنزيمات ضرورية لعملية التكوين الحيوي وتكسير روابط مركبات الستيرويد؛ ويشمل ذلك المواد السابقة لتكوين هرمون التستوستيرون. ونظرًا لفعاليته في الحد من مستويات الأندروجين الذي تقوم بعض أجهزة الجسم بتكوينه، فقد تم استخدام عقار الكيتوكونازول كعلاج لسرطان البروستاتا المعتمد على الأندروجين. من ناحية أخرى، يتعتبر عقار الكيتوكونازول من مضادات مستقبلات الأندروجين حيث ينجح في منع هرمونات الأندروجين مثل: التستوستيرون والهيدروتستوستيرون DHT من الارتباط بمستقبلات الأندروجين في الخلية. ومن المرجح أن يكون هذا التأثير لعقار الكيتوكونازول ضعيفًا إلى حد بعيد حتى مع تناول العقار عن طريق الفم بجرعات كبيرة.

## حساسية الفطريات للكيتوكونازول
يعمل عقار الكيتوكونازول على تثبيط نمو الفطريات الجلدية وأنواع من الخميرة مثل الكانديدا ألبيكان. وقد أدى ازدياد أعداد المرضى الذين يعانون من ضعف المناعة - كما هو الحال مع المصابين بفيروس نقص المناعة البشرية ومرضى الإيدز - إلى زيادة معدلات الإصابة بأنواع العدوى الفطرية الانتهازية وكذلك حدتها. وقد تمت ملاحظة مقاومة عقار الكيتوكونازول في عدد من الحالات التي تم عزلها بهدف العلاج السريري؛ واشتملت هذه الحالات على المصابين بفطر الكانديدا ألبيكان. أما مقاومة العقار أثناء إجراء التجارب عليه، فعادةً ما تنشأ نتيجة للطفرات التي تطرأ على مسار التكوين الحيوي لمركبات الستيرول. ذلك حيث يؤدي الخلل في إنزيم 5-6 desaturase السيترولي إلى تقليل التأثير السمي في عملية تثبيط الأزول في الخطوة الخاصة بنزع الميثيل من الإنزيم 14-alpha. ويمكن أن تلعب الجينات المقاومة للعديد من أنواع العقاقير MDR أيضًا  - دورًا مهمًا في الحد من مستويات وجود العقار في الخلايا. وكما هو الحال مع كل مضادات الفطريات من مركبات الأزول - والتي تؤثر كلها عند النقطة نفسها في رحلة تكون الستيرول، فإن الفطريات المقاومة للعقار التي تم عزلها تكون مقاومة أيضًا لكل عائلة الأزول.

## التأثير الفعال لعقار الكيتوكونازول كعلاج لفقدان الشعر
تشير الأبحاث المبدئية إلى أن الشامبو الذي يعتمد في تركيبه على عقار الكيتوكونازول (والذي يحمل العلامة التجارية نيزورال) قد يفيد في علاج الرجال الذين يعانون من الثعلبة ذكرية الشكل. وتعتبر أهم الدراسات التي تدعم هذا الرأي تلك الدراسة التي تم إجراؤها في عام 1998؛ والتي تم فيها عقد مقارنة بين الكيتوكونازول 2% وبين العقار المستخدم بالفعل في علاج فقدان الشعر والمعروف باسم مينوكسيديل 2% (والذي يحمل الاسم التجاري روجين) وذلك في حالة الرجال المصابين بمرض الثعلبة ذكرية الشكل. وخلصت الدراسة إلى أن "كثافة الشعر وحجم بصيلات الشعر ونسبة وجودها قد تحسنت بالدرجة نفسها تقريبًا باستخدام طريقتي العلاج التي تعتمد على عقار كيتوكونازول، وأيضًا التي تعتمد على عقار مينوكسيديل. وبعبارة أخرى، ثبت أن استخدام شامبو يعتمد في تركيبه على عقار الكيتوكونازول بواقع مرتين إلى أربع مرات أسبوعيًا كان له تقريبًا التأثير نفسه الذي أحدثه استخدام عقار مينوكسيديل 2% الذي يتم استخدامه بالفعل في علاج فقدان الشعر. وبينما لا تزال الآلية التي يؤثر بها عقار الكيتوكونازول في علاج فقدان الشعر غير واضحة، فقد بات واضحًا تمامًا أن تآزر تأثير الهرمونات مع الجهاز المناعي يعرض بصيلات الشعر للإصابة. وبما أن عقار الكيتوكونازول يعالج بشكل فعال الفطر الخميري المعروف باسم الملاسيزية والذي يهاجم عادةً فروة الرأس ويستقر فيها، فقد افترض الباحثون أن هذا العقار قد يمنع فقدان الشعر عن طريق الحد من الالتهاب الذي يسببه الفطر؛ بالإضافة إلى تأثيره المباشر كمضاد للالتهاب.
وقد حاول الباحثون توخي الحذر في التعامل مع ما تم التوصل إليه من نتائج موضحين أنه لا بد من إجراء دراسات تتسم بدرجة أكبر من الدقة على مجموعات أكبر من الرجال للتأكيد على ما تم التوصل إليه من نتائج عن عقار الكيتوكونازول؛ وذلك بهدف تقدير الجرعة المناسبة للعلاج وكذلك لتركيب العقار بالإضافة إلى تقييم كون العلاج في هذه الحالة مرغوبًا فيه أم لا. وعلى الرغم من عدم إجراء أي أبحاث أخرى على البشر، فقد تم إجراء دراسة عن عقار الكيتوكونازول في عام 2005 أكدت على وجود تأثير تحفيزي للعقار على نمو الشعر؛ ولكن بالنسبة للفئران في هذه المرة.
وتشير التقارير المتواترة إلى أن الجرعتين كيتوكونازول 1%، وكيتوكونازول 2% لهما تأثير فعال في علاج فقدان الشعر. ولكن، يمكن أن تكون لاستخدام التركيب الأكثر قوة كيتوكونازول 2% نتائج أكثر فاعلية. أما الاستخدام المفرط لواحد من هذين التركيبين، فلم يثبت أنه يؤدي إلى تحقيق نتائج أفضل. وقد أثبتت النتائج المستخلصة من الدراسة التي تم إجراؤها على مجموعة من الرجال باستخدام شامبو كيتوكونازول 2% - والتي تم فيها استخدام الشامبو بواقع مرة واحدة في الفترة التي تتراوح ما بين يومين إلى أربعة أيام مع ترك الشامبو على فروة الرأس لمدة تتراوح ما بين ثلاث دقائق وخمس دقائق قبل أن يتم غسله بالماء (مثلما يحدث في حالة علاج قشر الرأس والتهاب الجلد الدهني). وقد أثبتت الدراسات أن هذه العلاجات قادرة على الحفاظ على الشعر الموجود بالفعل - حتى في حالة انعدام القدرة على نمو المزيد من الشعر - ويمكن اعتبارها علاج فعال لعلاج مرض فقدان الشعر المعروف باسم الثعلبة ذكرية الشكل. وتشير البيانات المتوافرة حاليًا إلى أن عقار الكيتوكونازول يجب أن ينضم إلى هذه المجموعة من العقاقير.
ويعتبر شامبو نيزورال هو الشامبو الوحيد المصدق عليه من إدارة الأغذية والأدوية لعلاج قشر الرأس وكذلك التهاب الجلد الدهني الذي يصيب فروة الرأس. لذا، فعلى الرغم من أن شامبو نيزورال قد يكون مفيدًا كعلاج لفقدان الشعر، فلن يمكن التصديق عليه أو تسويقه للاستخدام بشكل عام.